# Соболевский (Краснодарский край)
Соболевский — хутор в Славянском районе Краснодарского края.
Входит в состав Прикубанского сельского поселения.

## География

### Улицы
- ул. Набережная,
- ул. Степная.

## Население
| 2002 | 2010 |
| ---- | ---- |
| 36   | ↘4   |